# Martigny (Manche)
Martigny ist eine Ortschaft und eine ehemalige französische Gemeinde mit 307 Einwohnern (Stand: 1. Januar 2022) im Département Manche in der Region Normandie. Sie gehörte zum Arrondissement Avranches und zum Kanton Saint-Hilaire-du-Harcouët.
Mit Wirkung vom 1. Januar 2016 wurden die früheren Gemeinden  Chèvreville, Martigny, Milly und Parigny zu einer Commune nouvelle mit dem Namen Grandparigny fusioniert und haben in der neuen Gemeinde den Status einer Commune déléguée. Der Verwaltungssitz befindet sich im Ort Parigny.

## Geografie
Martigny liegt etwa 55 Kilometer südlich von Saint-Lô und etwa 20 Kilometer ostsüdöstlich von Avranches.

## Sehenswürdigkeiten
- Kirche Saint-Martin aus dem 16. Jahrhundert, Monument historique

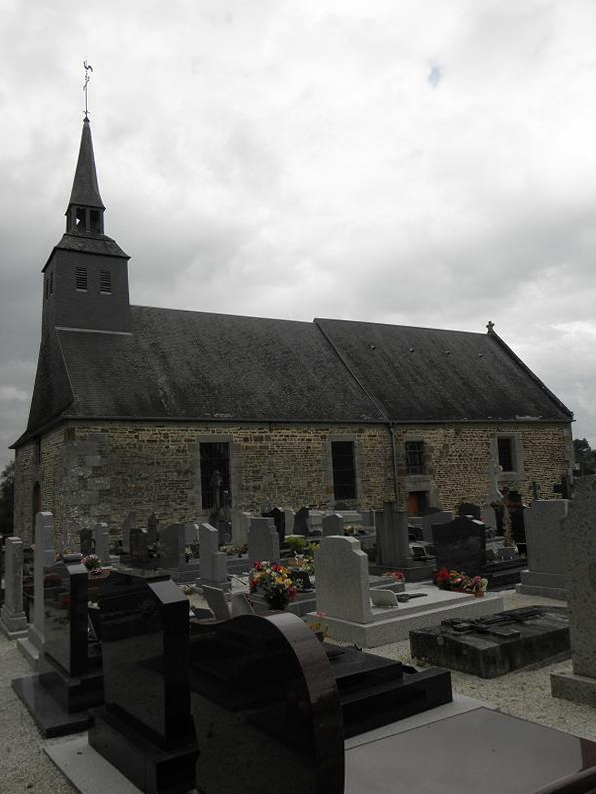
Kirche Saint-Martin